# Kings Seat
Kings Seat är ett berg i Storbritannien.   Det ligger i kommunen Perth and Kinross och riksdelen Skottland, i den norra delen av landet, 600 km norr om huvudstaden London. Toppen på Kings Seat är 363 meter över havet. Kings Seat ingår i Sidlaw Hills.
Terrängen runt Kings Seat är platt västerut, men österut är den kuperad.Runt Kings Seat är det ganska glesbefolkat, med 32 invånare per kvadratkilometer. Närmaste större samhälle är Dundee, 17,0 km öster om Kings Seat. Trakten runt Kings Seat består till största delen av jordbruksmark.